# Dünedain
Dünedain est un groupe de heavy metal et power metal espagnol, originaire de Madrigal de las Altas Torres, dans la province d'Ávila.

## Biographie

### Débuts (1996–2008)
Dünedain est formé en 1996 par Tony Delgado, mais ce n'est pas avant 2002 que le groupe se complète. Tony, Jacin, Mariano et Miguel sont étudiants à Salamanque. 
En 2003, Dünedain entre en studio, Estudios Century Audio, afin d'y enregistrer un premier album studio. El disco se graba en los Estudios Century Audio de Salamanca. Cet album éponyme, intitulé Dünedain, auto-produit et publié en 2004 à seulement 900 exemplaires. En septembre 2005, ils signent un contrat avec le label Pies Records. Après à peine un an au label, ils rompent leur contrat. En 2007, Dünedain auto-produit l'album La luz de mi oscuridad, qui comprend cinq anciennes chansons issues de leur premier album, et dix nouvelles. Il est mixé par Karlos Creator, édité en 2008 par le label Akeloo et distribué à l'échelle locale par Avispa Music. Pour la promotion de l'album, ils tournent à travers l'Espagne notamment à Madrid, Saragosse, Salamanque, Lugo, Burgos, et Barakaldo.

### Consolidation (2009–2012)
En 2009 sort un autre album auto-produit, Buscando el norte I, enregistré aux Rock Studios de Karlos Creator. En 2009, Dünedain publie une suite à l'album, intitulée Buscando el norte II : La tierra de los sueños.
En octobre 2010 commencent une tournée avec le groupe de heavy metal Zenobia, après avoir le festival Soul of Metal 2010. Les deux groupes sortent le single Unidos por el metal, l'hymne officiel de la tournée. La tournée Uniidos por el metal se joue dans 17 villes, et se termine au festival Leyendas del Rock 2011. À la fin de l'année 2010, Dünedain publie Buscando el norte: edición especial. Cette édition contient un DVD avec des clips vidéo de Fiel a mi libertad et La rosa negra, et une entrevue avec Tony Delgado. À la mi-2011, et pour quelques mois, ils essaient de travailler en tant que quintet après l'arrivée de José Rubio Jiménez à la guitare solo. José Rubio finit par partir. À la fin de 2011,  Yarhibol Records sort le DVD Unidos por el metal, qui contient les performances de Dunedain et Zenobia au Soul of Metal 2011. En janvier 2012 sort leur troisième album studio, Mágica. Au cours de cette même année, ils participent au Tour de la rabia. En novembre 2012, Mariano se blesse à la main gauche, et le groupe se doit d'arrêter ses activités pendant sept mois.

### Changements (depuis 2013)
En août 2013, après sa troisième participation au festival Leyendas del Rock, Jacin décide de quitter le groupe pour des raisons personnelles. Un mois plus tard, le groupe édite le single 1000 golpes, et publie, en novembre 2013, un clip vidéo de la même chanson dans laquelle ils apparaissent comme un trio. Pour la promotion du single, Dünedain organise la tournée 1000 golpes. En septembre 2014, ils publient le single Melancolía, aux côtés de Jorge Berceo de Zenobia.
En mars 2015, ils publient une nouvelle version de la chanson Por los siglos de los siglos, avec le nouveau chanteur Carlos « Nano » Sanz. À partir de ce moment, Dünedain devient un quintet.

## Membres

### Membres actuels
- Miguel Arias - batterie (depuis 1996)[1]
- Tony Delgado 	- guitare solo, chant solo (1996-2001, 2009-2011, 2011-2015), guitare solo, chant (additionnel) (2001-2009, depuis 2015), chant solo (2011)[1]
- Mariano Sánchez - guitare rythmique (depuis 1996)[1]
- Nano - chant solo (depuis 2015)[1]

### Anciens membres
- Jacin - basse (1996-2001), basse, chant solo (2001-2009), basse, chant (additionnel) (2009-2013)[1]
- José Rubio - guitare (2011)[1]
- Izko - basse (2014-2018)[1]

## Discographie
- 2004 : Dünedain
- 2007 : La luz de mi oscuridad
- 2009 : Buscando el norte I
- 2009 : Buscando el norte II
- 2010 : Buscando el norte
- 2012 : Mágica
- 2016 : Pandemonium
- 2019 : Memento Mori